# حقل المرجان
حقل المرجان حقل نفط بحري سعودي، وأحد أقدم الحقول السعودية النفطية. اكتُشف عام 1967، ويصل إنتاجه إلى 250 ألف برميل يوميًا. وهو يضم أكبر منصة بحرية في السعودية، والتي صنعتها مدينة الملك عبد الله للعلوم والتقنية. في عام 2017 بدأت شركة أرامكو عملياتِ تطويرِ الحقل، ضمن مشروع بلغت قيمة مجمل عقوده 15 مليار دولار، وذلك لزيادة إنتاج الحقل إلى 300 ألف برميل يوميًا من النفط، ورفع إنتاجِ سوائل الغاز الطبيعي إلى 360 ألف برميل يوميًا.

## مشروع تطوير الحقل
في عام 2017 بدأت أرامكو مشروعًا يهدف إلى تطويرِ وتوسعةِ حقل المرجان، ورفع إنتاجه من النفط الخام والغاز المصاحب، وغير المصاحب، وغاز أعلى المكمن. وذلك للوصول إلى زيادة قدرها 300 ألف برميل يوميًا من النفط الخام العربي المتوسط، ومعالجة 2.5 مليار قدم مكعبة قياسية من الغاز يوميا، إضافة إلى رفع إنتاج سوائل الغاز الطبيعي إلى 360 ألفَ برميل يوميًا.
وشملت المشاريعُ التي وصلت قيمة مُجملها إلى 15 مليار دولار، إنشاء 24 منصة بحرية للنفط والغاز وحقن المياه، ومعملًا بحريًا حديثًا لفصل الغاز عن الزيت، ومعملًا آخر لمعالجةِ الزيت. إلى جانبِ توسعةِ مرافق معالجة النفط في تناقيب، وإنشاء مرافق متخصصة في استخلاص سوائل الغاز الطبيعي وتجزِئتها. وتضمن المشروع إنشاء خطوط أنابيب نقل جديدة للنفط الخام وباقي المنتجات، إلى منصاتِ التصدير والاستهلاك. إضافة إلى إنشاء معمل إنتاج مزدوج لتوليد الطاقة الكهربائية، ومعمل لـتحلية المياه. كما امتدت التوسعة لتشمل الحي السكني المخصصَ للموظفين.

## أهمية المشروع
تنبع أهمية المشروع من تعزيزه لنمو الطاقة الإنتاجية للغاز في السعودية، المُساهمةِ في التنويع الاقتصادي في مجال الصناعات الكيميائية، ورفع مستوى الكفاءة عبر خفض استخدام الوقود السائل، وزيادة استخدام الغاز لإنتاج الكهرباء. كما يدعم المشروع القطاع الخاص في السعودية، حيث بلغت نسبة العقود التي حصلت عليها شركات محلية 50% من مجمل عقود مشروع تطوير حقل المرجان، محققا بذلك البرنامج الأعلى من حيث نسبة المحتوى المحلي بين المشاريع الصناعية الكبرى في السعودية. و أُلزمت الشركات الحاصلة على العقود بزيادة حجم مشتريات المواد والمعدات من المصنعين المحليّين، لدعم التصنيع الوطني ورفع نسبة مشاركة المحلي في المشروع إلى نسبة 70%.